# M・ビジェイ・グプタ
モダドゥグ・ビジェイ・グプタ（Dr. Modadugu Vijay Gupta、1939年8月17日）は、インドの生物学者および水産学者。
地方の貧しい人々による淡水養殖（ティラピア種を使用）のための低コストの技術の開発と普及により、2005年に世界食糧賞を受賞 東南アジアで青の革命（アクアプロージョン：池を活用した魚の養殖による産業革命）の先駆者と見なされている  バングラデシュや他の地域でも『飢えを解決し、豊かな生活ができるように養殖を教え、女性も普通の人権を取り戻している』。
2015年には、アジア、アフリカ、太平洋の貧しい農村住民のための養殖システムを構築したことが認められ、初代鮮鶴平和賞（そなく平和賞）に選ばれた。 

## バイオグラフィー
インドのアーンドラプラデーシュ州のバパトラ出身。
モダドゥグ博士は最近引退するまで、マレーシアのペナンに本拠を置く国際農業研究協議グループ（CGIAR）の下にある国際漁業研究機関であるWorldFishの副局長を務めていた。 